# Австрийско-японские отношения
Австрийско-японские отношения — двусторонние дипломатические отношения между Австрией и Японией.

## История

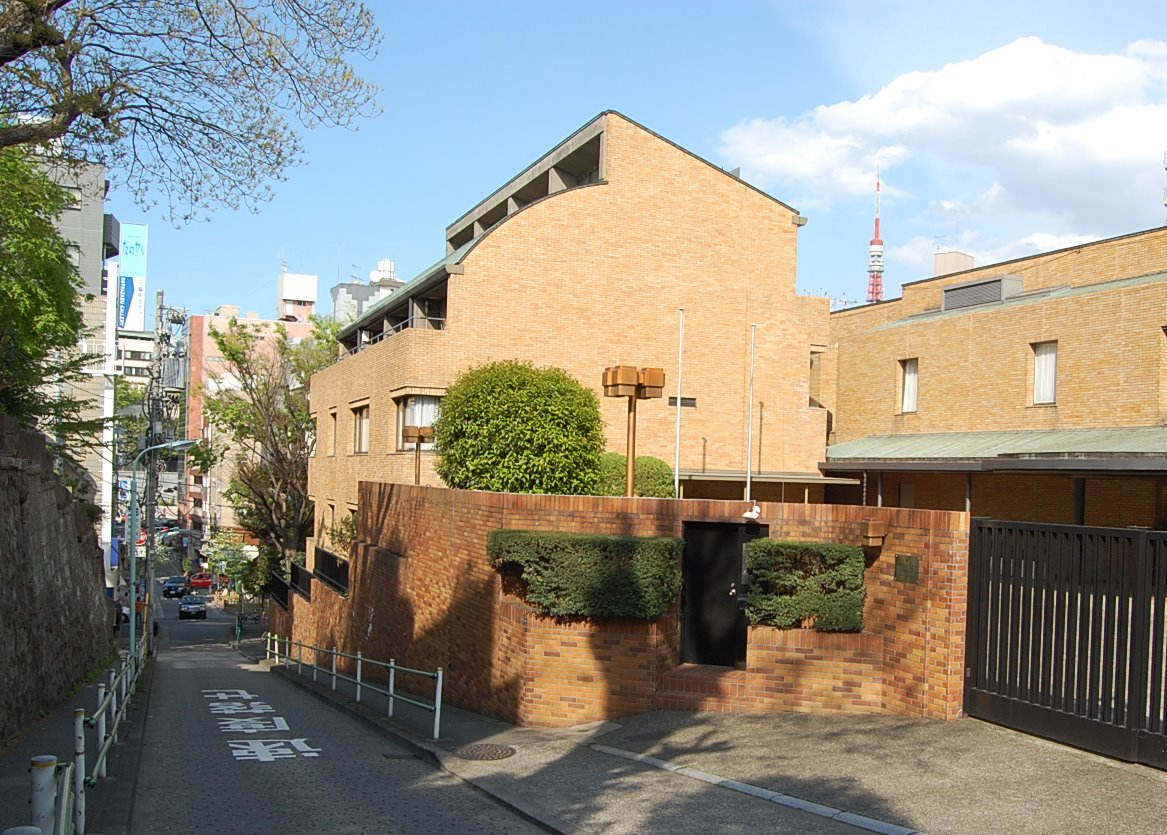
Посольство Австрии в Японии

Обе страны установили дипломатические отношения в 1869 году. Австро-Венгрия и Япония были врагами в Первой мировой войне. С началом войны многие японцы покинули территорию Австро-Венгрии, немногие оставшиеся японцы были интернированы и заключены в различные места заключения. Австро-венгерские войска приняли участие в обороне Циндао, где им нанесли поражение японские войска. Они были взяты в плен и содержались на территории Японии. Кроме того, японский флот действовал против австро-венгерского флота в Средиземном море. Япония, как победившая сторона, после войны подпишет Сен-Жерменский договор.
Австрия имеет посольство в Токио и 4 почётных консульства (в Хиросиме, Нагое, Осаке и Саппоро), а Япония имеет посольство в Вене и почётное консульство в Зальцбурге.
В июне 1999 года Президент Австрии Томас Клестиль совершил государственный визит в Японию. Это был первый государственный визит Австрийского Президента в Японию.
В 2007 году Япония стала третьим по значимости торговым партнёром Австрии за рубежом.